# Lotta libera ai Giochi della XV Olimpiade - Pesi medio-massimi
La competizione della categoria pesi medio-massimi (fino 87 kg) di lotta libera dei Giochi della XV Olimpiade si è svolta dal 20 al 23 luglio 1952 al Töölö Sports Hall di Helsinki.

## Formato
Ad ogni incontro venivano assegnate le seguenti penalità:
- 0 = Al vincitore per schienata
- 1 = Al vincitore per decisione (verdetto di tre giudici)
- 3 = Allo sconfitto

Con cinque penalità o più il lottatore veniva eliminato.
I tre lottatori rimasti disputavano un torneo finale con i risultati acquisiti nel precedenti turni.

## Risultati
| Legenda                                  | Legenda |
| ---------------------------------------- | ------- |
| Lottatore con 5 penalità o più Eliminato |         |

### 1º Turno
Si è disputato il 20 luglio.
| Vincitore          | Pen. | Risultato | Sconfitto      | Pen. |
| ------------------ | ---- | --------- | -------------- | ---- |
| Viking Palm        | 1    | 3:0       | Kevin Coote    | 3    |
| Henry Wittenberg   | 0    | Schienata | Rodolfo Padron | 3    |
| Willy Lardon       | 0    | Schienata | Robert Steckle | 3    |
| Jacob Louis Theron | 1    | 2:1       | Shirang Jadav  | 3    |
| August Englas      | 1    | 3:0       | Adil Atan      | 3    |
| Max Leichter       | 1    | 3:0       | Paavo Sepponen | 3    |
| Abbas Zandi        | 0    | Esentato  |                |      |

### 2º Turno
Si è disputato il 21 luglio.
| Vincitore          | Pen. | Risultato | Sconfitto      | Pen. |
| ------------------ | ---- | --------- | -------------- | ---- |
| Abbas Zandi        | 1    | 3:0       | Kevin Coote    | 6    |
| Viking Palm        | 1    | Schienata | Rodolfo Padron | 6    |
| Henry Wittenberg   | 0    | Schienata | Willy Lardon   | 3    |
| Jacob Louis Theron | 2    | 3:0       | Robert Steckle | 6    |
| August Englas      | 1    | Schienata | Shirang Jadav  | 6    |
| Adil Atan          | 3    | Schienata | Max Leichter   | 4    |
| Paavo Sepponen     | 3    | Esentato  |                |      |

### 3º Turno
Si è disputato il 22 luglio.
| Vincitore     | Pen. | Risultato | Sconfitto          | Pen. |
| ------------- | ---- | --------- | ------------------ | ---- |
| Abbas Zandi   | 2    | 3:0       | Paavo Sepponen     | 6    |
| Viking Palm   | 2    | 3:0       | Henry Wittenberg   | 3    |
| Adil Atan     | 3    | Schienata | Jacob Louis Theron | 5    |
| August Englas | 1    | Schienata | Max Leichter       | 7    |
|               |      | Ritirato  | Willy Lardon       | -    |

### 4º Turno
Si è disputato il 22 luglio.
| Vincitore        | Pen. | Risultato | Sconfitto     | Pen. |
| ---------------- | ---- | --------- | ------------- | ---- |
| Viking Palm      | 3    | 2:1       | Abbas Zandi   | 5    |
| Henry Wittenberg | 4    | 3:0       | August Englas | 4    |
| Adil Atan        | 3    | Esentato  |               |      |

### 5º Turno
Si è disputato il 22 luglio.
| Vincitore        | Pen. | Risultato | Sconfitto     | Pen. |
| ---------------- | ---- | --------- | ------------- | ---- |
| Henry Wittenberg | 4    | Schienata | Adil Atan     | 6    |
| Viking Palm      | 4    | 2:1       | August Englas | 7    |

### Turno finale
| Vincitore        | Pen. | Risultato | Sconfitto        | Pen. |
| ---------------- | ---- | --------- | ---------------- | ---- |
| Viking Palm      |      | 3:0       | Henry Wittenberg |      |
| Henry Wittenberg |      | Schienata | Adil Atan        |      |
| Viking Palm      |      | 2:1       | Adil Atan        |      |

1. ↑  Disputato nel 3º turno
2. ↑  Disputato nel 5º turno

## Classifica finale
| Pos.    | Atleta             | Nazione          | V.S. |
| ------- | ------------------ | ---------------- | ---- |
| Oro     | Viking Palm        | Svezia           | 2-0  |
| Argento | Henry Wittenberg   | Stati Uniti      | 1-1  |
| Bronzo  | Adil Atan          | Turchia          | 0-2  |
| 4       | August Englas      | Unione Sovietica |      |
| 5       | Abbas Zandi        | Iran             |      |
| 6       | Jacob Louis Theron | Sudafrica        |      |
| 7       | Paavo Sepponen     | Finlandia        |      |
| 8       | Max Leichter       | Germania         |      |
| 9       | Willy Lardon       | Svizzera         |      |
| 10      | Shirang Jadav      | India            |      |
| 11      | Kevin Coote        | Australia        |      |
| 11      | Robert Steckle     | Canada           |      |
| 11      | Rodolfo Padron     | Venezuela        |      |